# Куперсвілл (Мічиган)
Куперсвілл (англ. Coopersville) — місто (англ. city) в США, в окрузі Оттава штату Мічиган. Населення — 4828 осіб (2020).

## Географія
Куперсвілл розташований за координатами 43°3′56″ пн. ш. 85°56′2″ зх. д. / 43.06556° пн. ш. 85.93389° зх. д. (43.065467, -85.933752).  За даними Бюро перепису населення США в 2010 році місто мало площу 12,47 км², з яких 12,46 км² — суходіл та 0,01 км² — водойми.

## Демографія
Згідно з переписом 2010 року, у місті мешкало 4275 осіб у 1604 домогосподарствах у складі 1103 родин. Густота населення становила 343 особи/км².  Було 1742 помешкання (140/км²).
Расовий склад населення:
| - 95,5 % — білих - 0,7 % — азіатів - 0,6 % — корінних американців - 0,5 % — чорних або афроамериканців - 1,0 % — осіб інших рас |

До двох чи більше рас належало 1,6 %. Частка іспаномовних становила 3,7 % від усіх жителів.
За віковим діапазоном населення розподілялося таким чином: 29,3 % — особи молодші 18 років, 59,5 % — особи у віці 18—64 років, 11,2 % — особи у віці 65 років та старші. Медіана віку мешканця становила 32,8 року. На 100 осіб жіночої статі у місті припадало 93,4 чоловіків;  на 100 жінок у віці від 18 років та старших — 86,6 чоловіків також старших 18 років.
Середній дохід на одне домашнє господарство  становив 54 545 доларів США (медіана — 48 919), а середній дохід на одну сім'ю — 64 711 долар (медіана — 62 457). Медіана доходів становила 44 091 долар для чоловіків та 37 594 долари для жінок. За межею бідності перебувало 18,2 % осіб, у тому числі 27,2 % дітей у віці до 18 років та 7,3 % осіб у віці 65 років та старших.
Цивільне працевлаштоване населення становило 2115 осіб. Основні галузі зайнятості: виробництво — 32,3 %, освіта, охорона здоров'я та соціальна допомога — 17,8 %, науковці, спеціалісти, менеджери — 9,4 %, роздрібна торгівля — 7,5 %.